# NGC 4921
NGC 4921 este o anemic galaxy⁠(d) situată în constelația Părul Berenicei. A fost descoperită în 11 aprilie 1785 de către William Herschel. Se află la o distanță de 320.000.000 al de Pământ.